# Agathosma esterhuyseniae
Agathosma esterhuyseniae är en vinruteväxtart som beskrevs av Neville Stuart Pillans. Agathosma esterhuyseniae ingår i släktet Agathosma och familjen vinruteväxter. Inga underarter finns listade i Catalogue of Life.